# Benoît Daeninck
Benoît Daeninck (* 27. Dezember 1981 in Provins) ist ein ehemaliger französischer Radrennfahrer.

## Sportliche Laufbahn
Benoît Daeninck wurde bei den nationalen Bahnrad-Meisterschaften Dritter im Punktefahren der U23-Klasse. Zwei Jahre später gewann er auf der Straße in Moutiers-les-Mauxfaits sein erstes Rennen. Außerdem wurde er Zweiter bei Saint-Gilles Croix de vie und bei Notre Dames des Monts. 2006 siegte er im Etappenrennen Tour d’Eure-et-Loir. In der Saison 2007 entschied Daeninck das UCI-Eintagesrennen Grand Prix de Lillers für sich. Er fährt für den Radsportclub UV Aube.
Bis 2016 errang Daeninck neun nationale Titel auf der Bahn, darunter drei im Steherrennen. Zudem errang er mehrere nationale und Europa-Titel bei Meisterschaften der Polizei. 2013 wurde er im spanischen Huesca Polizei-Weltmeister im Straßenrennen wie im Einzelzeitfahren. 2016 beendete er seine aktive Radsportlaufbahn.

## Erfolge – Straße
2006
- Gesamtsieg Tour d’Eure-et-Loir

2007
- Grand Prix de la Ville de Lillers
- eine Etappe Ronde de l’Oise
- zwei Etappen Tour de Guadeloupe

2009
- eine Etappe Tour de Normandie
- eine Etappe Circuit des Ardennes
- eine Etappe Boucles de la Mayenne
- Paris–Chauny

2010
- Grand Prix de la Ville de Lillers
- eine Etappe Tour de Bretagne

2012
- La Ronde Pévèloise

2013
- Grand Prix de la Ville de Lillers
- La Ronde Pévèloise
- Grand Prix des Marbriers

2014
- La Ronde Pévèloise

## Erfolge – Bahn
2007
- Französischer Meister – Punktefahren

2010
- Französischer Meister – Mannschaftsverfolgung (mit Damien Gaudin, Julien Morice, Bryan Nauleau und Jérémie Souton)
- Französischer Meister – Madison (mit Damien Gaudin)

2011
- Französischer Meister – Mannschaftsverfolgung (mit Bryan Coquard, Damien Gaudin, Morgan Lamoisson und Julien Morice)
- Französischer Meister – Punktefahren
- Französischer Meister – Steher mit Schrittmacher Andre DeRaet, Belgien

2012
- Französischer Meister – Punktefahren
- Französischer Meister – Steher

2013
- Französischer Meister – Steher

2014
- Französischer Meister – Madison (mit Marc Fournier)

2016
- Französischer Meister – Mannschaftsverfolgung (mit Adrien Garel, Corentin Ermenault und Remi Huens)

## Teams
- 2007–2009 CC Nogent-sur-Oise
- 2010–2011 Roubaix Lille Métropole
- 2012–2016 CC Nogent-sur-Oise